# Kabinett Cairoli I
Das Kabinett Cairoli I regierte das Königreich Italien vom 24. März 1878 bis zum 19. Dezember 1878. Es löste das Kabinett Depretis II ab. Ministerpräsident war zum ersten Mal Benedetto Cairoli, der bis 1881 noch zwei weitere Male dieses Amt ausfüllte.
Das Kabinett Cairoli I war das 17. Kabinett des Königreiches und 8 Monate und 25 Tage im Amt. Wie das zuvor von Agostino Depretis angeführte Kabinett, wurde es von der „Historischen Linken“ (italienisch Sinistra storica) gestützt.  
Mit Amtsantritt der Regierung wurde das Schatzministerium unter die Aufsicht des Finanzministers gestellt. Eine Verfügung, die auch von den Nachfolgeregierungen bis 1888 übernommen wurde. Wieder eingerichtet wurde mit 30. Juni 1878 das unter Depretis abgeschaffte Ministerium für Landwirtschaft, Industrie und Handel.
Cairoli reichte am 11. Dezember 1878 seinen Rücktritt ein, nachdem das Parlament der Regierung wegen ihrer innenpolitisch liberalen Linie das Misstrauen ausgesprochen hatte. Dem vorausgegangen war das gescheiterte Attentat auf König Umberto I. durch den Anarchisten Giovanni Passannante. Als Nachfolger wurde von Umberto I. Depretis mit der Regierungsbildung beauftragt, der mit dem Kabinett Depretis III, seine dritte Regierung bildete.

## Minister

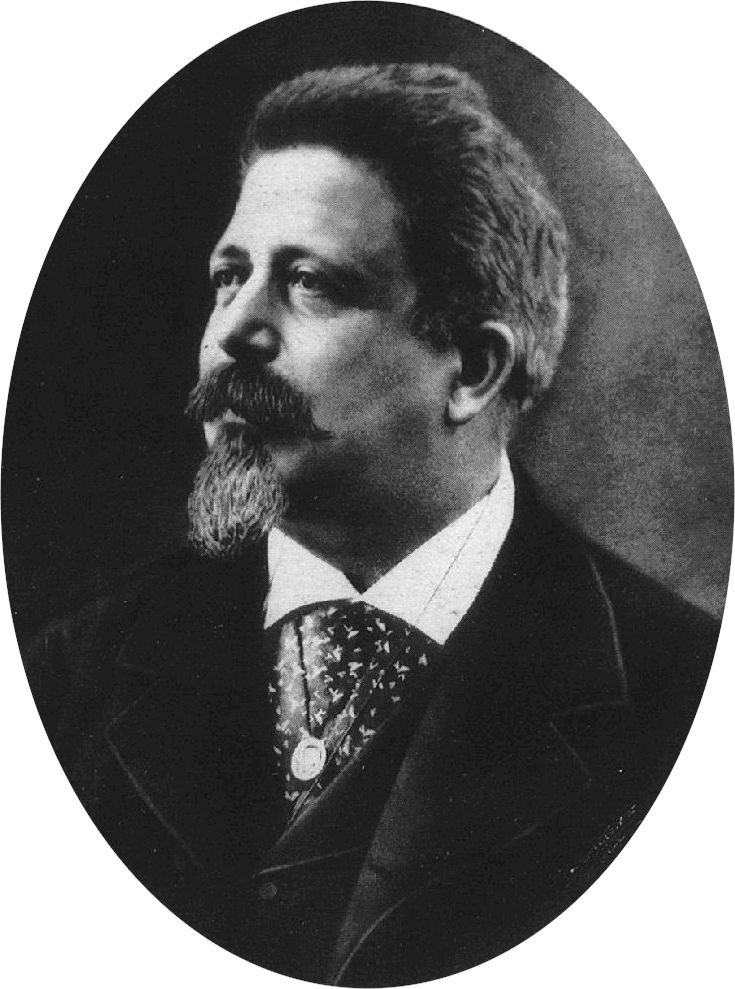
Benedetto Cairoli

| Ministerien                          | Name                                                                             |
| ------------------------------------ | -------------------------------------------------------------------------------- |
| Ministerpräsident                    | Benedetto Cairoli                                                                |
| Äußeres                              | Luigi Corti (bis 23. Oktober 1878) Benedetto Cairoli (ab 24. Oktober 1878)       |
| Inneres                              | Giuseppe Zanardelli                                                              |
| Justiz und Kirchenangelegenheiten    | Raffaele Conforti                                                                |
| Krieg                                | Giovanni Bruzzo (bis 23. Oktober 1878) Cesare Bonelli (ab 24. Oktober 1878)      |
| Marine                               | Enrico Di Brocchetti (bis 23. Oktober 1878) Benedetto Brin (ab 24. Oktober 1878) |
| Finanzen                             | Federico Seismit-Doda                                                            |
| Schatz                               | Federico Seismit-Doda                                                            |
| Öffentliche Arbeiten                 | Alfredo Baccarini                                                                |
| Bildung                              | Francesco De Sanctis                                                             |
| Landwirtschaft, Industrie und Handel | Benedetto Cairoli (ab 30. Juni 1878) Enrico Pessina (ab 11. November 1878)       |